# Fresnes-en-Tardenois
Fresnes-en-Tardenois település Franciaországban, Aisne megyében. Lakosainak száma 278 fő (2022. január 1.). Fresnes-en-Tardenois Le Charmel, Cierges, Courmont, Fère-en-Tardenois, Sergy és Villers-sur-Fère községekkel határos.

## Népesség
A település népességének változása:
| Lakosok száma | 188  | 191  | 245  | 238  | 264  | 267  | 268  | 265  | 271  | 278  |
|               | 1968 | 1982 | 1990 | 2006 | 2013 | 2015 | 2017 | 2019 | 2020 | 2022 |